# Men I Trust
I Men I Trust sono un gruppo di genere indie pop, dream pop formatosi nel 2014 in Québec. 
Il gruppo è formato da Jessy Caron (basso), Emmanuelle Proulx (voce, chitarra), Dragos Chiriac (tastiera, post editing).

## Carriera
Il gruppo è stato fondato nel 2014 dai compagni di scuola superiore Jessy Caron e Dragos Chiriac, presso il dipartimento di musica dell'Université Laval. Hanno pubblicato un EP omonimo nel 2014 e successivamente si sono esibiti al Montreal Jazz Festival, Quebec City Summer Festival ed al M for Montreal, pubblicando l'anno seguente l'album Headroom. Nel 2016 si unisce al gruppo la cantante e chitarrista Emmanuelle Proulx. La band fece un tour in Cina, esibendosi a Shenzhen, Pechino e Shanghai. Nel 2017, pubblicano il singolo I Hope to Be Around, seguito l'anno dopo dal singolo Show Me How. Lo stesso anno hanno intrapreso un tour in America del Nord. Nell'aprile del 2019 Si sono esibiti al Coachella Valley Music and Arts Festival, ed in seguito nell'agosto dello stesso anno si sono esibiti anche al Lollapalooza.

Dal 2016 al 2019 hanno pubblicato 12 singoli. Otto di loro sono stati rielaborati e inclusi nell'album Oncle Jazz, pubblicato il 13 settembre 2019. In una conversazione con lo scrittore Nick Fulton per la rivista Billboard, la band ha sottolineato che i confini verdi e solitari del Québec sono stati influenti nel plasmare il suono dell'album. La cantante Emmanuelle Proulx ha dichiarato;
"Ci ha messo in uno stato d'animo davvero creativo e diverso e siamo stati in grado di concentrarci di più, perché non c'è niente da fare fuori casa se non camminare e pensare alla musica".
Nel 2020 hanno pubblicato l'album Forever Live Sessions. Il 16 giugno 2021, sono stati presenti in un episodio della serie web NPR Tiny Desk (Home) Concert registrato in Québec. Il 23 giugno 2021 la band annuncia il loro quinto album intitolato Untourable Album, rilasciato il 25 agosto 2021.

## Stile musicale
NPR ha definito il gruppo una band elettropop, Our Culture li ha descritti come una band indie, mentre The Fader ha descritto il loro stile come dream pop.

## Formazione

### Formazione attuale
- Jessy Caron - basso, chitarra
- Dragos Chiriac - tastiere
- Emmanuelle Proulx - voce, chitarra

### Collaboratori dal vivo
- Alexis - basso
- Mathieu - batteria
- Cedric Martel - basso
- Eric Maillet - batteria

## Discografia

### Album
- Men I Trust (2014)
- Headroom (2015)
- Oncle Jazz (2019)
- Forever Live Sessions (2020)
- Untourable Album (2021)
- Forever Live Sessions, Vol.2 (2025)
- Equus Asinus (2025)
- Equus Caballus (2025)

### Singoli
- Humming Man (2016)
- Lauren (2016)
- Plain View (2016)
- You Deserve This (2017)
- Tailwhip (2017)
- I Hope To Be Around (2017)
- Show Me How (2018)
- Seven (2018)
- Say, Can You Hear (2018)
- Numb (2019)
- Norton Commander (All We Need) (2019)
- Lucky Sue (2020)
- Tides (2021)
- Hard To Let Go(2022)
- Billie Toppy (2022)
- Girl (2022)
- Ring of Past (2023)
- Husk (2024)